# خانه پاکارزاده (۲)
خانه پاکارزاده (۲) در محله لوریان دزفول واقع شده  است . محله لوریان واقع در بافت قدیم دزفول وسعتی حدود 3.14 هکتار دارد که شامل خانه‌ها ،ساباط‌ها و مساجد است .یکی از اثار شاخص این محله پلابچیلون است .
قدمت این خانه به دورهٔ پهلوی باز می گردد. صاحب اولیه این بنا خانواده پاکارزاده بوده‌اند و بعد از ان به خانواده شیرزاد واگذار شد و هم‌اکنون سند این خانه به صورت سه دونگ سه دونگ به دو خانواده دیگر واگذار شد.  
این بنا در تاریخ 17 اسفند1381 به شمارهٔ 7887 در فهرست آثار ملی ایران ثبت شده‌است. ورودی این بنا در زیر ساباط سیلانی یا پاکارزاده قرار دارد و خود بنا دارای یک هشتی زیبا  و تزئیناتی در قسمت حیاط آن میباشد.
این بنا به علت گذر زمان و عدم مراقبت‌های درست از ان در سال‌های اخیر با تخریب‌های همراه بوده‌است که اغلب این تخریب‌ها در بخش‌هایی که از نظر معماری غنی بوده رخ داده است. پس از این اتفاق میراث فرهنگی بازسازی این بنا را بر عهده گرفت.